# Patentat
Patentat je debitantski studijski album prekmurske progresivne rock skupine ŠKM banda, izdan leta 5. novembra 2005 pri založbi God Bless This Mess Records.

## Kritični odziv
Album je bil s strani kritikov dobro sprejet. Peter Cerar je za portal RockOnNet zapisal: "Ob nekajkratnem poslušanju sem namreč dobil predstavo o skupini z jazzom okuženih mladcev, ki v space shuttlu vso pot do Lune poslušajo Mogwai. Trije opisani elementi so namreč bolj ali manj rdeča nit plošče. Instrumentalne skladbe živahnega ritma in odlomljenih pasaž se sprehajajo od zelo melodičnih in minimalističnih delov preko jazz feela v občasne distorzirane zaključke."
Na Radiu Študent je bil album uvrščen na 7. mesto na Izbor naj izdaj leta 2005, seznama najboljših slovenskih albumov leta.

### Priznanja
| objava        | uvrstitev | seznam                    |
| ------------- | --------- | ------------------------- |
| Radio Študent | 7.        | Izbor naj izdaj leta 2005 |

## Seznam pesmi
Vso glasbo je napisala skupina ŠKM banda.
| Št. | Naslov            | Dolžina |
| --- | ----------------- | ------- |
| 1.  | „Pasivni upor I‟  | 1:44    |
| 2.  | „Prelijv‟         | 4:05    |
| 3.  | „Gruvij‟          | 2:32    |
| 4.  | „Čas‟             | 3:11    |
| 5.  | „Pasivni upor II‟ | 5:03    |
| 6.  | „JFK‟             | 6:02    |
| 7.  | „Težak‟           | 3:12    |
| 8.  | „Lejpi‟           | 4:12    |
| 9.  | „43‟              | 3:35    |
| 10. | „Slajd‟           | 3:34    |
| 11. | „Markeča njiva‟   | 3:33    |
| 12. | „Petak‟           | 4:46    |

## Zasedba
ŠKM banda
- Mitja Sušec — kitara
- Iztok Koren — kitara
- Jernej Koren — bas kitara
- Jernej Sobočan — bobni

Tehnično osebje
- Karmelo Marin — snemanje, miks
- Sebastjan Balažic — fotografija
- Ivor Knafelj - Plueg — oblikovanje
- Lucijan Prelog — oblikovanje naslovnice